# Kurvtavla

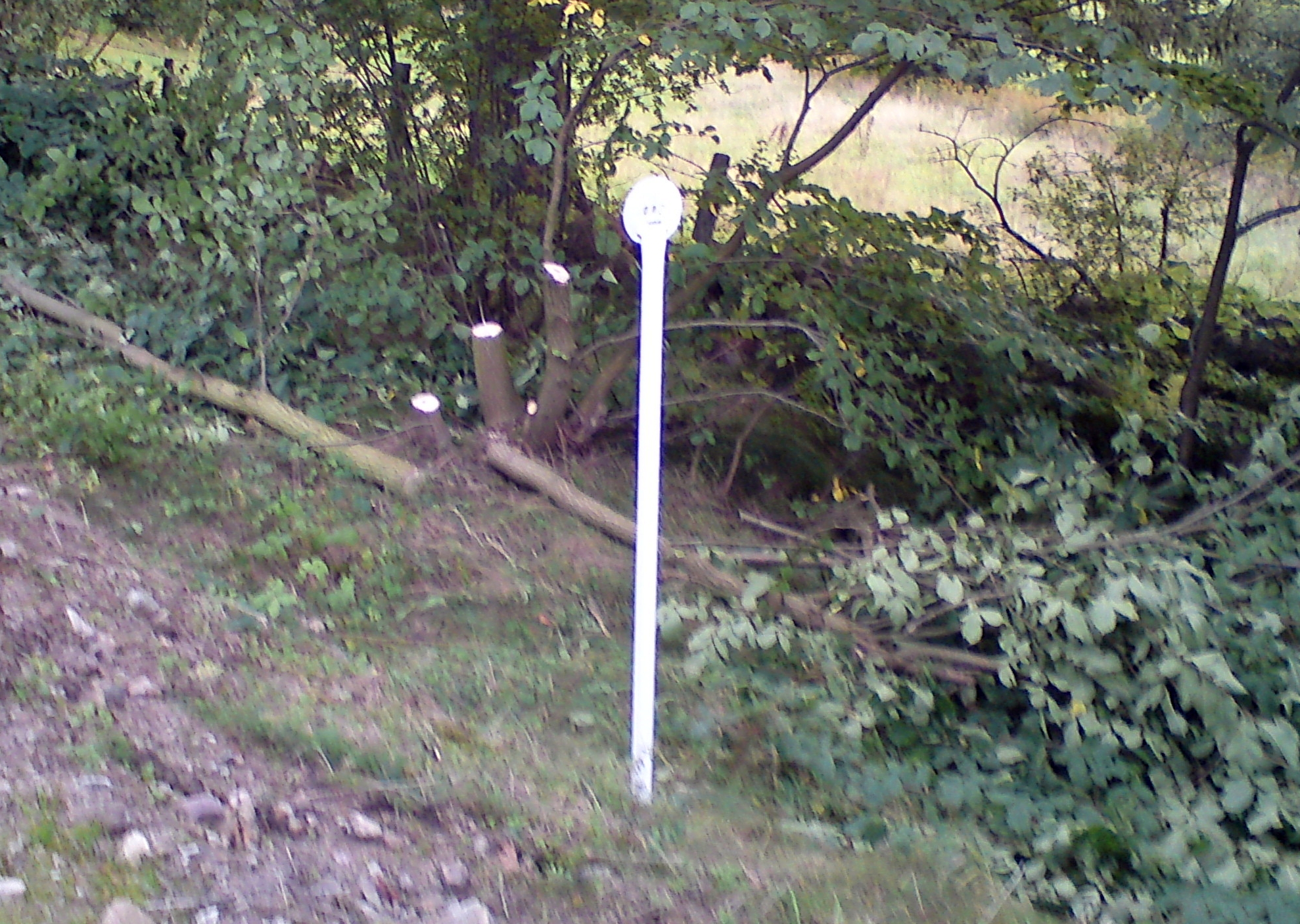
Radietavla på järnvägslinjen Kristianstad - Ystad.

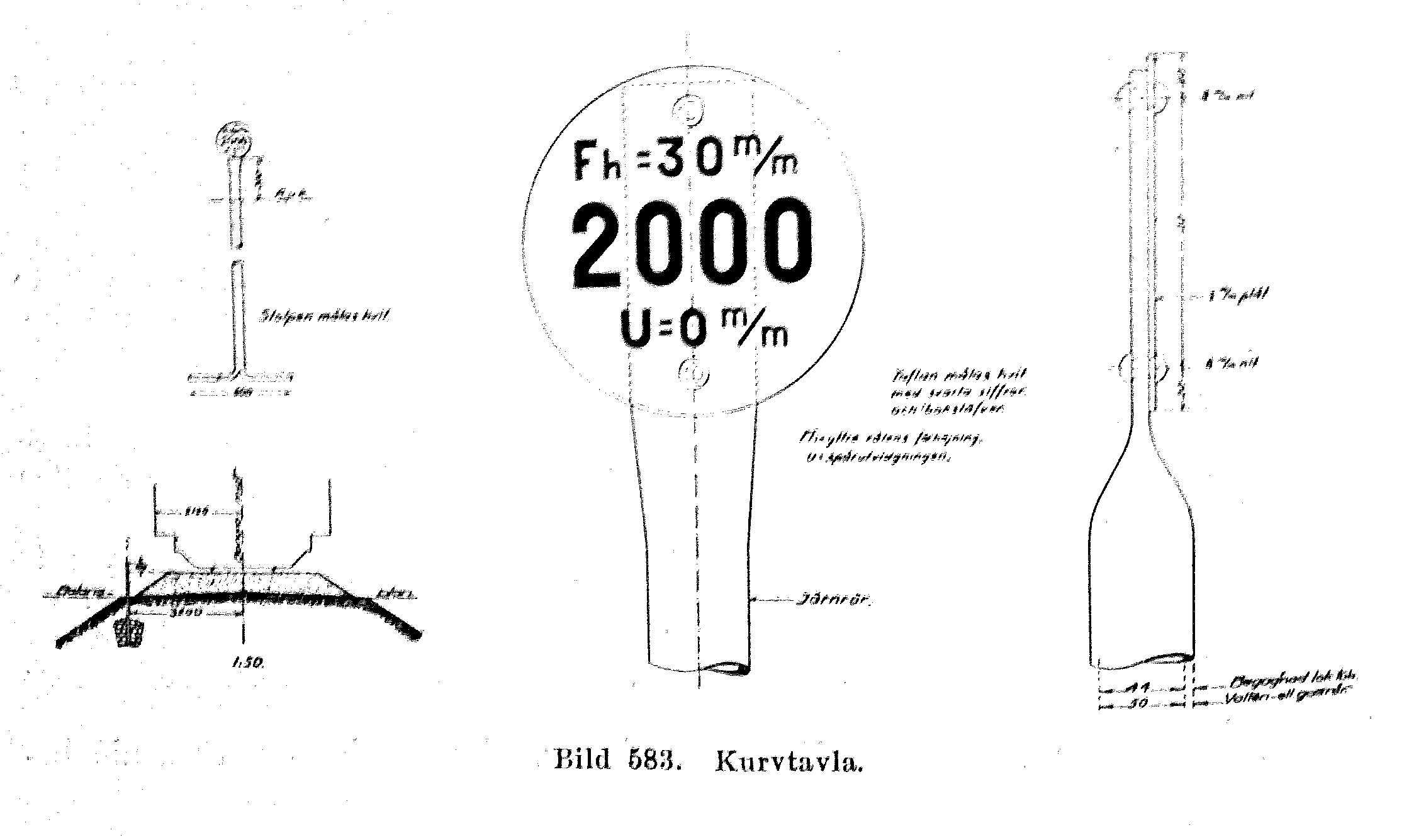
Beskrivning på en kurvtavlas utseende. Den övre siffran anger rälsförhöjningen, den mittersta stora siffran anger radien och den undre spårviddsökningen vid den aktuella kurvan.

Kurvtavla (även radietavla eller kurvradietavla) är en markering längs en järnvägslinje som anger kurvradien för den krökning som banan har vid den aktuella platsen. På kurvtavlan anges radien i meter och tavlan placeras vid kurvans tangentpunkter.

## Radietavlor vid övergångskurva
Där ett rakspår övergår i övergångskurva placeras en vitmålad stolpe utan radieskylt. Den utgörs ofta av en gammal spiralformad överhettartub[förklaring behövs]. Vid tangentpunkten mellan övergångskurvan och cirkulärkurvan placeras en radietavla med radieuppgifter, där kurvans radie anges.
Vid en enkel kurva med raksträckor på båda sidor ska det alltså finnas fyra tavlor.
Radietavlorna används främst för banunderhållet när man skall bibehålla eller återupprätta spårgeometrin. 